# Vjosa

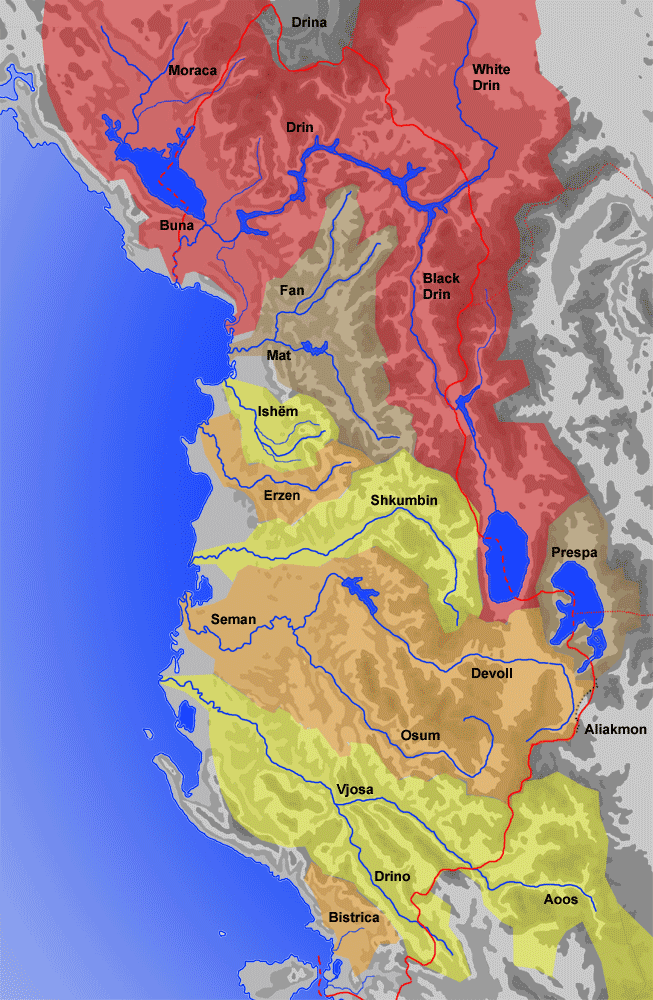
Albaniens floder: Vjosas avrinningsområde markerat med gult i södra Albanien

Vjosa (eller Vjosë, på grekiska Αώος) är det albanska namnet på en flod i Grekland och Albanien. Avrinningsområdet är 7 200 km² stort, varav 4 600 km² ligger i Albanien. Under antiken kallades den Aoos på grekiska och Aous på latin.
Vjosa är Europas sista större, i stort sett, orörda flod. En stor del av den grekiska delen är nationalpark men där finns också några mindre vattenkraftverk och fler är planerade. I Albanien är floden i stort sett helt orörd och området förklarades 2023 som nationalpark. Dock håller man samtidigt på att bygga en flygplats i deltat vid flodens utlopp i Adriatiska havet för att underlätta för turism, något som hotar känsliga växt- och djurarter.